# قواعد تشكيل
قواعد التشكيل (بالإنجليزية: Shape grammars)‏، في هندسة العمارة، يشير إلى مجال معين من نظم الإنتاج التي تولد بشكل تلقائي تكوينات لأشكال هندسية. حيث يتم إنشاء أشكال من الصفر لم يتم تخزينها في الكمبيوتر. قواعد التشكيل درست في مجال التصميم المعماري بمساعدة الحاسوب (computer-aided architectural design)، بما أنها توفر طرقا جديدة لإنشاء المشاريع. أسست قواعد التشكيل في التصميم المعماري في مقال كتي من قبل جورج ستيني وجيمس جيبس في عام 1971.